# Hradčany (Nymburki járás)
Hradčany település Csehországban, a Nymburki járásban. Hradčany Kněžičky, Žehuň, Opočnice, Dlouhopolsko, Kolaje és Dobšice településekkel határos. Lakosainak száma 281 fő (2024. január 1.).

## Népesség
A település lakosságának változását az alábbi diagram mutatja:
| Lakosok száma | 678  | 693  | 741  | 449  | 284  | 235  | 256  | 263  | 272  | 281  |
|               | 1869 | 1890 | 1921 | 1950 | 1980 | 2001 | 2017 | 2019 | 2022 | 2024 |